# Брадацел (Дамбовица)
Брадацел (рум. Brădățel) насеље је у Румунији у округу Дамбовица у општини Пукени. Oпштина се налази на надморској висини од 803 m.

## Становништво
Према подацима из 2002. године у насељу је живело 70 становника, од којих су сви румунске националности.